# Голоцентрины
Голоцентрины (лат. Holocentrinae) — подсемейство лучепёрых рыб из семейства голоцентровых отряда Holocentriformes. Распространены в тропических и субтропических водах всех океанов.

## Описание
На углу предкрышки расположен сильный и острый шип, ядовитый у Sargocentron. Самая длинная колючка анального плавника длиннее самого длинного колючего луча спинного плавника. В мягкой части анального плавника 7—10 лучей. Трубчатый плавательный пузырь простирается вдоль всего тела. Его передний конец тупой. Не соединяется со слуховой капсулой в черепе.

## Классификация
В составе подсемейства выделяют три рода с 40 видами:
- Род Holocentrus Scopoli, 1777 — рыбы-белки, или голоцентры (два вида)
  - Holocentrus adscensionis ( Osbeck, 1765) — обыкновенная рыба-белка
  - Holocentrus rufus (Walbaum), 1792 — рыжая рыба-белка
- Род Neoniphon  Castelnau, 1875 — пламенщики, или жёлтые кандили, или фламмео, или неонифоны
- Род Sargocentron Fowler, 1904 — рыбы-солдаты, или адиориксы, или саргоцентроны